# Берёзовка (приток Ацвежа)
Берёзовка — река в России, протекает в Котельничском и Свечинском районах Кировской области. Устье реки находится в 26 км по правому берегу реки Ацвеж. Длина реки составляет 12 км.
Исток реки южнее деревни Несветаевы в 23 км к северо-востоку от посёлка Свеча. Течёт на юг параллельно реке Метёлке, протекает деревни Петрушонки, Бороны, Белки. На большей части своего протяжения образует границу между Котельничским и Свечинском районами. Впадает в Ацвеж у деревни Тырики.

## Данные водного реестра
По данным государственного водного реестра России относится к Камскому бассейновому округу, водохозяйственный участок реки — Вятка от города Котельнич до водомерного поста посёлка городского типа Аркуль, речной подбассейн реки — Вятка. Речной бассейн реки — Кама.
По данным геоинформационной системы водохозяйственного районирования территории РФ, подготовленной Федеральным агентством водных ресурсов:
- Код водного объекта в государственном водном реестре — 10010300412111100036641
- Код по гидрологической изученности (ГИ) — 111103664
- Код бассейна — 10.01.03.004
- Номер тома по ГИ — 11
- Выпуск по ГИ — 1